# Zenny de Azevedo
Zenny de Azevedo, detto Algodão (Rio de Janeiro, 1º marzo 1925 – Rio de Janeiro, 10 marzo 2001), è stato un cestista brasiliano.

## Carriera
Con il Brasile ha disputato quattro edizioni dei Giochi olimpici (Londra 1948, Helsinki 1952, Melbourne 1956, Roma 1960) e tre dei Campionati mondiali (1950, 1954, 1959).

## Palmarès
- FIBA World Cup All-Tournament Teams: 1

1954